# Sân vận động Hoàng tử Faisal bin Fahd
Sân vận động hoàng tử Faisal bin Fahd (tiếng Anh: Prince Faisal bin Fahd Stadium, tiếng Ả Rập: ملعب الأمير فيصل بن فهد) (Trước đây:Malab Reayat Al Shabab in Malaz  ملعب رعاية الشباب بالرياض) là một sân vận động đa năng ở Riyadh, Ả Rập Xê Út. Sân hiện đang được sử dụng chủ yếu cho các trận đấu bóng đá. Sân vận động có sức chứa 22.500 người. Al-Hilal, Al Nassr và Al-Shabab thi đấu các trận đấu của họ trong sân vận động này. Năm 1972, sân đã tổ chức lễ khai mạc Cúp bóng đá các quốc gia vùng Vịnh. Trong mùa giải 2011-2012, sân vận động này đã trở thành một trong những sân vận động đầu tiên ở Vương quốc sử dụng hình thức bán vé điện tử cho Giải bóng đá vô địch quốc gia Ả Rập Xê Út.

## Trận đấu bóng đá quốc tế
| Ngày                 | Giải đấu         | Đội         | Kết quả | Đội       |
| -------------------- | ---------------- | ----------- | ------- | --------- |
| 10 tháng 9 năm 2018  | Giao hữu quốc tế | Ả Rập Xê Út | 2–2     | Bolivia   |
| 11 tháng 10 năm 2018 | Giao hữu quốc tế | Iraq        | 0–4     | Argentina |